# Three Months
Three Months è un film del 2022 diretto da Jared Frieder.

## Trama
Alla vigilia del diploma di scuola superiore, Caleb Coahn, un adolescente del sud della Florida orfano di padre ed abbandonato dalla madre che si è risposata, vive con l'anziana, ma vispa, nonna ed il suo secondo marito. Durante un rapporto con un ragazzo slavo in cui il preservativo si rompe, riceve giorni dopo, un freddo sms dove quel ragazzo gli comunica di essere sieropositivo, rendendosi conto di essere stato esposto all'HIV si reca in un centro medico per effettuare le analisi. Qui il dottore, dopo avergli diagnosticato una gonorrea, gli consiglia di partecipare due volte alla settimana alle sedute di un gruppo di persone che hanno o potrebbero aver contratto l'HIV. Mentre aspetta i tre mesi per i risultati definitivi sul suo status, conosce, alle sedute, Estha, un ragazzo indiano del quale s'innamora ricambiato. Purtroppo però, Estha vive con dei genitori che vorrebbero da lui la perfezione e nell'inseguire quest'apparenza di vita perfetta, vive con vergogna la sua condizione e sarà l'ennesima persona a spezzare il cuore di Caleb...

## Accoglienza
Su Rotten Tomatoes, il film ha un indice di gradimento dell'82% sulla base di 11 recensioni, con un punteggio medio di 6/10.